# Revenue Retrievin': Day Shift
Revenue Retrievin': Day Shift è l'undicesimo album del rapper statunitense E-40. Pubblicato il 30 marzo del 2010, l'album è distribuito dalla EMI e prodotto sotto l'etichetta Heavy On The Grind Entertainment. Partecipano, tra gli altri, Gucci Mane e Too Short. L'album è pubblicato nello stesso giorno assieme a Revenue Retrievin': Night Shift.
Apprezzato dalla critica, l'album entra nella Billboard 200 e nelle classifiche degli album rap e R&B/Hip-Hop, raggiungendo anche il quarto posto tra gli album indipendenti.
| Recensione | Giudizio |
| ---------- | -------- |
| AllMusic   | [ 2 ]    |
| DJBooth    | [ 3 ]    |
| RapReviews | 7/10     |
| XXL        | [ 4 ]    |

## Tracce
1. Back in Business – 4:38 (musica: Droop-E)
2. Whip It Up (featuring Gucci Mane & YV) – 3:18 (musica: ProHoeZak)
3. Bitch (featuring Too Short) – 3:25 (musica: Vincent "VT" Tolan)
4. Undastandz Me – 4:03 (musica: Droop-E)
5. Duck – 3:24 (musica: Willy Will)
6. I Get Down (featuring B-Legit & Cousin Fik) – 3:24 (musica: E-40)
7. The Art of Story Tellin' – 4:17 (musica: Droop-E)
8. Fuck You Right (featuring J. Valentine) – 3:01 (musica: D-Animals)
9. This a Boy (featuring Droop-E) – 4:05 (musica: Rick Rock)
10. I'ma Teach Ya How to Sell Dope – 4:29 (musica: Willy Will)
11. The Weedman (featuring Stressmatic) – 4:44 (musica: Rick Rock)
12. Lightweight Jammin' (featuring Clyde Carson & Husalah dei Mob Figaz) – 2:58 (musica: RAYTONA)
13. Everyday Is a Weekend (featuring The Jacka dei Mob Figaz) – 2:37 (musica: DJ Toure)
14. Got It – 3:24 (musica: Droop-E)
15. Rick Rock Horns (featuring Marty James dei One Block Radius) – 4:15 (musica: Rick Rock)
16. Dem Boyz – 3:34 (musica: Willy Will)
17. Outta Control (featuring Dem Hoodstarz & Mistah F.A.B.) – 3:35 (musica: Droop-E)
18. All I Need – 4:46 (musica: D-Animals)
19. It's Gotta Get Betta (featuring Mike Marshall & Suga T) – 5:07 (musica: Droop-E)

Tracce bonus su iTunes
1. Ya Suppose To – 4:39 (musica: Droop-E)
2. I'm in the Room (featuring Mugzi) – 3:24 (musica: Decadez)

Durata totale: 8:03

## Classifiche settimanali
| Classifica (2010)         | Posizione massima |
| ------------------------- | ----------------- |
| Stati Uniti               | 47                |
| US Independent Albums     | 4                 |
| US Top R&B/Hip-Hop Albums | 15                |
| US Top Rap Albums         | 5                 |